# Mariano Rajoy
Mariano Rajoy Brey (Santiago de Compostela, 1955. március 27. –) spanyol politikus, Spanyolország miniszterelnöke 2011. december 20. és 2018. június 1. között. Rajoy a Santiago de Compostela-i Egyetemen szerzett jogi diplomát.

## Politikai pályafutása
Rajoy politikai karrierjét 1981-ben kezdte, amikor az Alianza Popular (a mai Néppárt elődje) támogatásával megválasztották a Galiciai Autonóm Terület parlamenti képviselőjévé. A nyolcvanas évek elején különböző pozíciókat töltött be a galiciai kormányban, 1986-ban rövid ideig képviselő volt a madridi parlamentben, majd visszatért Galiciába és a regionális kormány elnökhelyettese lett.
1989-ben, miután megalakult a konzervatív spanyol Néppárt, Rajoy a párt jelöltjeként Pontevedra képviselője lett a nemzeti parlamentben. Beválasztották a párt Országos Végrehajtó Tanácsába, majd a következő évben a Néppárt főtitkárhelyettese lett. Rajoy mandátumot nyert a következő két választáson is (1993-ban és 1996-ban). 1996-tól a José María Aznar néppárti kormányában töltött be különböző szerepeket: 1999-ig a közigazgatási, 1999-től 2000-ig pedig a művelődési és kulturális tárcát vezette.
Rajoy vezette a Néppárt rendkívül sikeres 2000. évi választási kampányát, és Aznar földcsuszamlásszerű győzelmét követően első miniszterelnök-helyettes és kancelláriaminiszter lett. 2001-ben rövid ideig belügyminiszterként is szolgált, de aztán visszatért a kancelláriaminiszteri posztra.
A 2003 és 2011 közötti nyolc év nehéz időszak volt Rajoy pályafutásában. Aznar visszavonult a párt vezetésétől, és ajánlására Rajoy lett a néppárt elnöke. Vezetésével a párt súlyos vereséget szenvedett a José Luis Rodríguez Zapatero vezette szocialistáktól, a 2004-es és a 2008-as választáson is. Kísérlet történt a párt éléről történő elmozdítására, de Rajoy sikerrel állt ellen a támadásnak, és 2011-ben győzelemre vitte a Néppártot, amely abszolút többséget szerzett a parlamentben. Mariano Rajoy 2011. december 20-án letette a hivatali esküt és Spanyolország miniszterelnöke lett.
A 2015-ös választáson vezetésével ismét a Néppárt szerezte meg a legtöbb mandátumot, de 28,7%-os eredményével nem ért el abszolút többséget. A választásokat követő koalíciós tárgyalások nem jártak sikerrel, így a király 2016. június 26-ra új választásokat írt ki. Ezt ismét a Rajoy pártja nyerte meg, ezúttal a szavazatok 33%-ával a 350 képviselői helyből 137-et szerezve meg.

## Családja
Rajoy 1996 decemberében házasodott össze a nála tíz évvel fiatalabb Elvira Fernandez Balboával, akivel még 1991-ben ismerkedett meg. Felesége médiaelemző. Két fiuk van, Mariano és Juan.